# Općina Logatec
Općina Logatec (slo.: Občina Logatec) je općina u središnjoj Sloveniji u pokrajini Notranjskoj i statističkoj regiji Središnja Slovenija. Središte općine je grad Logatec sa 7.616 stanovnika. 

## Zemljopis
Općina Logatec nalazi se u središnjem dijelu države. Središnji dio općine se nalazi u krškom polju, dok se na obodu pružaju brda i planine notranjskog gorja.
U nižim dijelovima općine vlada umjereno kontinentalna klima, dok u višim vlada njena oštrija, planinska varijanta. Velikih vodotoka u općini nema, a manji vodotoci su uglavnom ponornice.

## Naselja u općini
Grčarevec, Hleviše, Hlevni Vrh, Hotedršica, Jakovica, Kalce, Lavrovec, Laze, Logatec, Medvedje Brdo, Novi Svet, Petkovec, Praprotno Brdo, Ravnik pri Hotedršici, Rovtarske Žibrše, Rovte, Vrh sv. Treh Kraljev, Zaplana, Žibrše

## Vanjske poveznice
- Službena stranica općine